# محاسبة جنائية
المحاسبة الجنائية، وعلم المحاسبة المحاسبة الجنائية أو الجنائية المالية وتمثل بأنها ممارسه متخصصة في مجال المحاسبة والتي تشتمل علي تقديم خدمات الدعم القضائي والتحقيق المحاسبي لكل من الدوائر القضائية والشركات والوحدات الحكومية لمساعدتها في إصدار احكامها ومنع وكشف الجرائم الاقتصادية ذات الابعاد المحاسبية من خلال منظومة من المعارف والخبرات في مجال المحاسبة والمراجعة والقانون والكمبيوتر مدعومة بقدرات ومهارات شخصية في مجالي الاتصال والتحقيق.

## وصلات خارجية
- المحاسبة الجنائية واهميتها